# Habia fuscicauda
La tangara rojisucia fuscicauda o tangara hormiguera gorjirroja (Habia fuscicauda) es una especie de ave paseriforme que habita en bosques tropicales desde México hasta Colombia. Su género, Habia, ha sido tradicionalmente colocado por los ornitólogos dentro de la familia Thraupidae, aunque existen investigaciones que parecen relacionarlo más con Cardinalidae.

## Descripción
Es un ave con marcado dimorfismo sexual, bastante parecida a H. rubica y en ocasiones ambas especies son difíciles de ser distinguidas a simple vista por el ojo humano. Es sin embargo ligeramente más pequeña, entre 17 y 20 cm de longitud. El macho es de plumaje rojo oscuro. Tiene en la corona un parche rojo brillante, pero no muy conspicuo. La garganta y el pecho también son rojos brillantes, éstos sí bastante evidentes.
La hembra es parda, tendiendo al ocre hacia las partes ventrales, y amarilla la garganta. No tiene el característico parche rojo del macho en la corona.
Ambos sexos tienen las patas pardas y el pico y los ojos negros.
Su voz es similar a la de un zorzal. 

## Distribución y Hábitat
Habitan el sotobosque de selvas altas y caducifolias; también en ecotonos, vegetación secundaria y cultivares, desde el nivel del mar hasta los 800 m snm. Su límite norte es el noreste de México (Tamaulipas). Desde ahí se distribuye a todo lo largo de la vertiente del Golfo. Por la vertiente del Pacífico su distribución inicia en Chiapas, en el sur de México. En América Central se distribuye en tierras bajas de ambas vertientes, hasta alcanzar su límite sur en el norte de Colombia.

## Alimentación
Se alimentan de insectos y frutos carnosos, y suelen acompañar a las columnas de hormigas. Llegan a formar grupos alimenticios de varios individuos.

## Reproducción
Construyen un nido poco elaborado en la bifurcación de una rama o sobre un arbusto, a alturas entre 1 y 3 m. La hembra pone dos o tres huevos blancos entre abril y junio.